# 165 (numero)
Centosessantacinque è il numero naturale dopo il 164 e prima del 166.

## Proprietà matematiche
- È un numero dispari.
- È un numero composto da 8 divisori:  1, 3, 5, 11, 15, 33, 55, 165. Poiché la somma dei suoi divisori (escluso il numero stesso) è 123 < 165, è un numero difettivo.
- È un numero sfenico.
- È un numero idoneo.
- È un numero palindromo nel sistema numerico binario e nel sistema di numerazione posizionale a base 32. In quest'ultima base è altresì un numero a cifra ripetuta (55).
- È un numero colombiano nel sistema numerico decimale.
- È un numero tetraedrico.
- È un numero congruente.
- È somma dei primi 5 quadrati dispari: {\displaystyle 165=1^{2}+3^{2}+5^{2}+7^{2}+9^{2}}
- È parte delle terne pitagoriche (52, 165, 173), (88, 165, 187), (99, 132, 165), (144, 165, 219), (165, 220, 275), (165, 280, 325), (165, 396, 429), (165, 532, 557), (165, 900, 915), (165, 1232, 1243), (165, 1508, 1517), (165, 2720, 2725), (165, 4536, 4539), (165, 13612, 13613).

## Astronomia
- 165P/LINEAR è una cometa nel nostro sistema solare.
- 165 Loreley è un asteroide nel nostro sistema solare.
- NGC 165 è una galassia spirale della costellazione della Balena.

## Astronautica
- Cosmos 165 è un satellite artificiale russo.